# Marina Hedman
Marina Hedman Bellis, född 29 september 1944 (alternativt 11 juni 1941) i Annedal i Göteborg, är en svensk-italiensk skådespelerska. Hon medverkade åren 1976–1991 i över hundra italienska långfilmer, varav mer än hälften är pornografiska. På film har hon synts med namn som Marina Lotar, Lothar, Bellis, Chantal eller Frajese.

## Biografi
Hedman var känd som modell, när hon flyttade till Italien som hustru till den italienska journalisten Paolo Frajese. Han hade 1965 rest till Sverige med anledning av ett antal TV-uppdrag.
1976 gjorde Hedman sin filmdebut. Detta skedde med en liten onoterad roll i Lucio Fulcis sexkomedi La pretora, en film där Edwige Fenech spelade huvudrollen. Senare samma år medverkade hon i Emanuelle in America, där hon gjorde sin första pornografiska roll. Hon syntes även i Rai-programmet Carosello och poserade för den italienska upplagan av Playboy.
1979 syntes Hedman i en större roll i Joe D'Amato's film Immagini di un convento, Detta var en erotisk bearbetning av Denis Diderots 1700-talsroman Nunnan.
Under 1970-talet och tidigt 1980-tal figurerade Hedman i olika slags biroller i filmer för den allmänna biorepertoaren. Detta inkluderar produktioner som Primo amore (1978) för Dino Risi, Kvinnostaden (1980) för Federico Fellini och Fantozzi subisce ancora (1983) för Neri Parenti. Hon hade vid samma tid ett antal huvudroller i olika pornografiska produktioner och nämndes som en av de första storstjärnorna inom den italienska porrfilmsbranschen.
Åren 1984 och 1985 var produktiva. Under dessa år spelade hon i ett antal pornografiska produktioner som fick namn efter henne, i stil med Marina e la sua bestia ('Marina och hennes odjur') och Le due... bocche di Marina ('Marinas två… munnar'). I filmen The Devil in Mr. Holmes spelade hon mot John Holmes, och hon har vid ett par tillfällen spelat mot Rocco Siffredi. Andra manliga porrskådespelare som hon samarbetat med på film är fransmannen Christoph Clark (tio filmer), Giuliano Rosati (20 filmer), Roberto Malone (tio filmer), Peter North och Sean Michaels.
Hedmans sista medverkan i filmproduktioner skedde i början av 1990-talet. 

## Filmografi[4][6]
- La pretora (även My Sister in Law, 1976) – rollen "Regina"
- Donna… cosa si fa per te (1976) – roll som tysk liftare
- Il ginecologo della mutua (även Ladies' Doctor, 1977) – "Natisones fru"
- Al di là del bene e del male (svenska: Bortom gott och ont; 1977) – "prostituerad"
- La regia è finita (1977) – "Uta Andersen"
- Amori morbosi di una contessina (1977) – "Mary"
- D'improvviso al terzo piano (1977)
- Un brivido di piacere (1978)
- Morte di un seduttore di paese (TV-film, 1978) – "Dorothy"
- Le notti porno nel mondo n. 2 (även Scandinavian Erotica, 1978) – "reporter"
- Primo amore (även First Love, 1978) – "maka"
- Come perdere una moglie e trovare un'amante (även How to Lose a Wife and Find a Lover, 1978) – "första flickan"
- Starcrash – stjärnornas duell (1978) – "amazonkvinna"
- Elles font tout (1979) – "kvinna i röd blus"
- Profumo di classe (TV-film, 1979)
- La città delle donne (Kvinnostaden, 1980) – "första flickan hos 'Giro della Morte'"
- Delitto a Porta Romana (Brott vid Porta Romana, 1980) – "Antonella"
- Una moglie, due amici, quattro amanti (även Do It With the Pamango, 1980) – "Signora Bigotti"
- Cameriera senza… malizia (1980) – "Olivia"
- La compagna di viaggio (1980) – "patient hos psykiatern"
- Febbre a 40! (även Happy Birthday, Harry, 1980) – "Rosalind"
- Delitto sull'autostrada (1982) – "biktande kvinna"
- Fantozzi subisce ancora (1983) – "grevinnan"
- … e la vita continua (TV-miniserie, 1984) – "Madame Cleo"
- Delitto al Blue Gay (även Cop in Drag, 1984) – "falsk prostituerad"
- Nostalgia di un piccolo grande amore (1991) – "kassörska på porrbio"